# Бурачков, Герман Иванович
Герман Иванович Бурачков (11 марта 1937, Челябинск — 28 октября 1964, Москва) — советский хоккеист, нападающий. Мастер спорта СССР (1957).

## Биография
Воспитанник ЧТЗ.
Всю карьеру провёл в командах Челябинска. Начинал в «Авангарде-2» (1954/55) и «Буревестнике» (1955/56). Восемь сезонов (1956—1964) отыграл за «Авангард» / «Трактор» в чемпионате СССР — 256 игр, 99 (91+8) очков.
Осенью 1964 в Москве ему стало плохо. Скончался 28 октября в возрасте 27 лет.